# Hustler's Anthem '09
Hustler's Anthem '09 è un brano musicale del rapper statunitense Busta Rhymes, estratto come secondo singolo dall'album Back on My B.S.. Il brano figura la collaborazione dei rapper T-Pain e Lil Wayne, ed è stato pubblicato il 10 febbraio 2009 dalla Universal Motown

## Tracce
Digital download
1. Hustler's Anthem '09 (Dirty) – 4:31
2. Hustler's Anthem '09 (Clean) – 3:58

CD Promo
1. Hustler's Anthem '09 (Dirty) – 04:28
2. Hustler's Anthem '09 (Clean) – 04:28
3. Hustler's Anthem '09 (Instrumental) – 04:24
4. Hustler's Anthem '09 (Acapella) – 04:28

## Classifiche
| Classifica (2009)                    | Posizione più alta |
| ------------------------------------ | ------------------ |
| Billboard Canadian Hot 100           | 73                 |
| U.S. Billboard Hot R&B/Hip-Hop Songs | 51                 |
| U.S. Billboard Hot Rap Tracks        | 19                 |